# Allophylaria subliciformis
Allophylaria subliciformis är en svampart som beskrevs av P. Karst. 1870. Allophylaria subliciformis ingår i släktet Allophylaria och familjen Helotiaceae.   Inga underarter finns listade i Catalogue of Life.
I den svenska databasen Dyntaxa används istället namnet Allophylaria sublicoides för samma taxon.  Arten är reproducerande i Sverige.